# Eleonora Maria Giuseppina d'Austria
Eleonora Maria Giuseppina d'Asburgo, arciduchessa d'Austria (Ratisbona, 21 maggio 1653 – Vienna, 17 dicembre 1697), fu regina di Polonia e duchessa consorte di Lorena e Bar.

## Biografia
Eleonora Maria era la figlia dell'imperatore Ferdinando III, e della sua terza moglie, Eleonora Gonzaga-Nevers.

## Matrimoni

### Primo Matrimonio
Eleonora Maria sposò a Leopoli il 27 febbraio 1670 Michał Korybut Wiśniowiecki, re della Confederazione Polacco-Lituana. La coppia ebbe un figlio che non raggiunse l'età adulta:
- un figlio (nato e morto il 29 novembre 1670)

Nel 1671 ebbe un aborto spontaneo. L'opposizione di Michał ha diffuso la voce che l'abbia costretta a finte gravidanze. I quattro anni di matrimonio furono un periodo difficile per Eleonora. Il re, ormai privo di forza fisica e mentale, era sgradito alla maggioranza della nobiltà. I suoi nemici giunsero a diffondere la voce che fosse omosessuale o impotente. La regina si mantenne il più che possibile al di fuori di questo contenzioso e preservò la sua dignità. In qualità di consorte, ella si conquistò fama di dolcezza, bontà e lealtà verso il suo sposo. Imparò il polacco, sebbene preferisse il latino, ed accompagnò il coniuge nei suoi viaggi in Polonia.
Suo marito morì il 10 novembre 1673. Rimase in Polonia fino all'elezione del suo successore, il re Giovanni III Sobieski e poi fece ritorno nella sua nativa Austria.

### Secondo Matrimonio
Suo fratello, l'imperatore Leopoldo I le permise a questo punto di sposare il suo vecchio amore, Carlo V duca di Lorena, il futuro vincitore dei Turchi. Le nozze ebbero luogo il 6 febbraio 1678 a Wiener Neustadt. Carlo fu nominato governatore del Tirolo e dell'Austria Anteriore, ed alla coppia fu assegnato il Palazzo Imperiale di Innsbruck.
La coppia ebbe sei figli cui Eleonora trasmise l'eredità dei Gonzaga di Mantova, dove ebbe buoni rapporti di fraterna amicizia con il cugino Ferdinando Carlo Gonzaga, durante il suo viaggio a Vienna per incontrarsi con suo fratello, in occasione della Guerra Austro-Turca:
- Leopoldo, Duca di Lorena (1679-1729);
- Carlo Giuseppe di Lorena (1680-1715);
- Eleonora di Lorena (1682);
- Carlo Ferdinando di Lorena (1683-1685);
- Giuseppe Innocenzio Emanuele di Lorena (1685-1705);
- Francesco Antonio Giuseppe di Lorena (1689-1715), Principe-abate di Stavelot e Malmedy.

Il primogenito Leopoldo fu il padre del futuro Imperatore Francesco I, fondatore della dinastia degli Asburgo-Lorena.

## Morte
Dopo la morte del marito, l'intelligente duchessa vedova cercò energicamente di soddisfare le ultime volontà di Carlo e di ottenere la restituzione ai loro figli della loro terra ereditaria di Lorena. La sovranità dello stato lorenese era difatti stata così indebolita che il Re di Francia se n'era impadronito con un colpo militare. Alla Dieta di Ratisbona ella presentò una mozione per ripristinare il Ducato. Durante i negoziati di pace di Ryswick nel 1697, questo obiettivo fu infine raggiunto. Solo pochi mesi dopo questo trattato, la duchessa morì. Ella non aveva mai messo piede in Lorena, di cui pure era stata Duchessa ed in cui il suo secondo marito era stato sepolto, e fu sepolta nella Cripta Imperiale di Vienna.

## Antenati
|                                     |                         |                           | Genitori                   |  |  | Nonni |  |  | Bisnonni           |  |  | Trisnonni              |  |
|                                     |                         |                           |                            |  |  |       |  |  | Carlo II d'Austria |  |  | Ferdinando I d'Asburgo |  |
|                                     |                         |                           |                            |  |  |       |  |  | Carlo II d'Austria |  |  | Ferdinando I d'Asburgo |  |
|                                     |                         | Anna Jagellone            |                            |  |  |       |  |  | Carlo II d'Austria |  |  |                        |  |
| Ferdinando II d'Asburgo             |                         |                           |                            |  |  |       |  |  | Carlo II d'Austria |  |  |                        |  |
|                                     |                         | Maria Anna di Wittelsbach | Alberto V di Baviera       |  |  |       |  |  |                    |  |  |                        |  |
|                                     |                         | Maria Anna di Wittelsbach | Alberto V di Baviera       |  |  |       |  |  |                    |  |  |                        |  |
|                                     |                         | Maria Anna di Wittelsbach | Anna d'Austria             |  |  |       |  |  |                    |  |  |                        |  |
| Ferdinando III d'Asburgo            |                         | Maria Anna di Wittelsbach |                            |  |  |       |  |  |                    |  |  |                        |  |
|                                     |                         | Guglielmo V di Baviera    | Alberto V di Baviera       |  |  |       |  |  |                    |  |  |                        |  |
|                                     |                         | Guglielmo V di Baviera    | Alberto V di Baviera       |  |  |       |  |  |                    |  |  |                        |  |
|                                     |                         | Guglielmo V di Baviera    | Anna d'Austria             |  |  |       |  |  |                    |  |  |                        |  |
| Marianna di Baviera                 |                         | Guglielmo V di Baviera    |                            |  |  |       |  |  |                    |  |  |                        |  |
|                                     |                         | Renata di Lorena          | Francesco I di Lorena      |  |  |       |  |  |                    |  |  |                        |  |
|                                     |                         | Renata di Lorena          | Francesco I di Lorena      |  |  |       |  |  |                    |  |  |                        |  |
|                                     |                         | Renata di Lorena          | Cristina di Danimarca      |  |  |       |  |  |                    |  |  |                        |  |
| Eleonora Maria Giuseppina d'Austria |                         | Renata di Lorena          |                            |  |  |       |  |  |                    |  |  |                        |  |
|                                     | Ludovico Gonzaga-Nevers | Federico II Gonzaga       |                            |  |  |       |  |  |                    |  |  |                        |  |
|                                     | Ludovico Gonzaga-Nevers | Federico II Gonzaga       |                            |  |  |       |  |  |                    |  |  |                        |  |
|                                     | Ludovico Gonzaga-Nevers | Margherita Paleologa      |                            |  |  |       |  |  |                    |  |  |                        |  |
| Carlo I di Gonzaga-Nevers           | Ludovico Gonzaga-Nevers |                           |                            |  |  |       |  |  |                    |  |  |                        |  |
|                                     |                         | Enrichetta di Nevers      | Francesco I di Nevers      |  |  |       |  |  |                    |  |  |                        |  |
|                                     |                         | Enrichetta di Nevers      | Francesco I di Nevers      |  |  |       |  |  |                    |  |  |                        |  |
|                                     |                         | Enrichetta di Nevers      | Margherita di Vendôme      |  |  |       |  |  |                    |  |  |                        |  |
| Eleonora Gonzaga-Nevers             |                         | Enrichetta di Nevers      |                            |  |  |       |  |  |                    |  |  |                        |  |
|                                     |                         | Francesco IV Gonzaga      | Vincenzo I Gonzaga         |  |  |       |  |  |                    |  |  |                        |  |
|                                     |                         | Francesco IV Gonzaga      | Vincenzo I Gonzaga         |  |  |       |  |  |                    |  |  |                        |  |
|                                     |                         | Francesco IV Gonzaga      | Eleonora de' Medici        |  |  |       |  |  |                    |  |  |                        |  |
| Maria Gonzaga                       |                         | Francesco IV Gonzaga      |                            |  |  |       |  |  |                    |  |  |                        |  |
|                                     |                         | Margherita di Savoia      | Carlo Emanuele I di Savoia |  |  |       |  |  |                    |  |  |                        |  |
|                                     |                         | Margherita di Savoia      | Carlo Emanuele I di Savoia |  |  |       |  |  |                    |  |  |                        |  |
|                                     |                         | Margherita di Savoia      | Caterina Michela d'Asburgo |  |  |       |  |  |                    |  |  |                        |  |
|                                     |                         | Margherita di Savoia      |                            |  |  |       |  |  |                    |  |  |                        |  |